# Hormel Foods
Hormel Foods Corporation este o companie americană fondată în 1891 în Austin, Minnesota, de George A. Hormel sub numele de George A. Hormel & Company. Concentrându-se inițial pe ambalarea și vânzarea consumatorilor de șuncă, spam, cârnați și alte produse din carne de porc, pui, carne de vită și miel; prin anii 1980, Hormel a început să ofere o gamă mai largă de alimente ambalate și refrigerate. Compania și-a schimbat numele în Hormel Foods în 1993. Hormel servește 80 de țări cu mărci precum Applegate, Columbus Craft Meats, Dinty Moore, Jennie-O și Skippy.